# Język nilamba
Język nilamba – język z rodziny bantu, używany w Tanzanii. W 1972 roku liczba mówiących wynosiła ok. 210 tys.